# Atherinomorus lacunosus

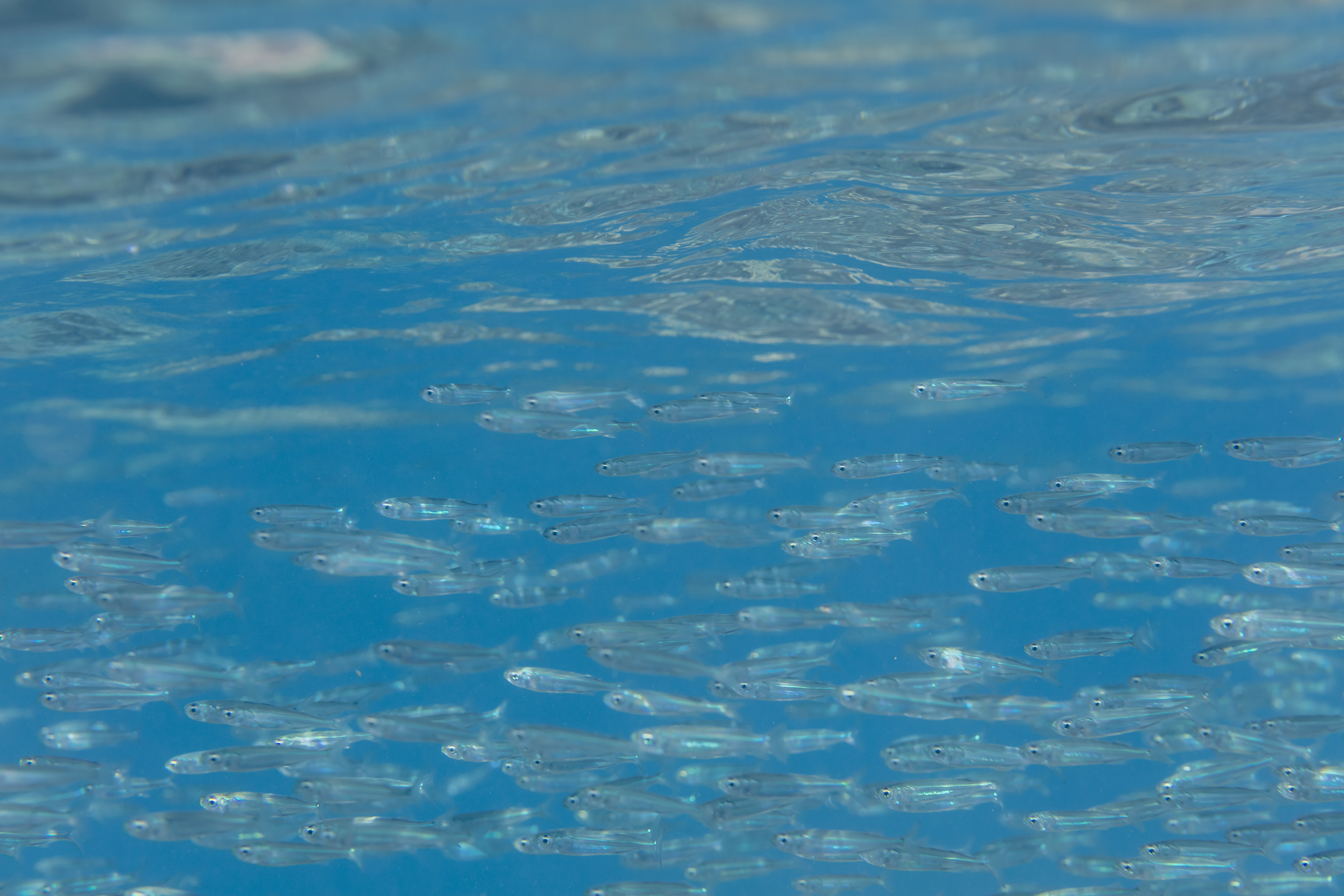
Banco de pejerreyes cabezones (Atherinomorus lacunosus) en Chipre.

Atherinomorus lacunosus, comúnmente conocido como pejerrey cabezón, es una especie de pez perteneciente a la familia de los aterínidos presente en la cuenca Indo-Pacífica: desde el mar Rojo en el África Oriental hasta las islas Hawái
Samoa, las islas Fènix, el sur de Japón —incluyendo las islas Ogasawara—, Queensland —Australia— y Nueva Caledonia.
Es un pez de agua marina y salada asociado a los escollos y de clima subtropical (32°N-23°S, 38°E-154°W) que vive entre 1 y 39 m de profundidad.
Puede llegar a los 25 cm de longitud máxima. El cuerpo es de color verde, amarillo claro o marrón con la mitad superior siempre más oscura que el resto. Tiene 5-8 espinas y 8-11 radios blandos en la aleta dorsal y 1 espina y 12-17 radios blandos en la anal; y 38-43 vértebras. La mayoría de las escamas están bordeadas de negro.
Come zooplancton y pequeños invertebrados bentónicos.
En Sudáfrica, tiene como depredador a Hydroprogne tschegrava.
Es inofensivo para los humanos y vendido fresco, en salazón o secado.